# Christoph Ferdinand I. von Degenfeld
Christoph Ferdinand I. von Degenfeld (* 11. August 1699; † 27. September 1766 in Ehrstädt) war Grundherr zu Waibstadt, Unterbiegelhof und Ehrstädt, ab 1760 auch auf Schloss Neuhaus und Eulenhof.

## Leben
Er war ein Sohn von Ferdinand Friedrich I. von Degenfeld (1661–1717) und der Maria Philippine Dorothea von Helmstatt († um 1706). Zwei Brüder waren in jungen Jahren gestorben, so dass beim Tod des Vaters nur noch er und sein älterer Bruder Carl Gottfried (1690–1727) am Leben waren. Carl Gottfried erhielt als Erbe das kurpfälzische Lehen aus einem Drittel von Wagenbach, das der Vater als Kunkellehen aus dem Besitz seiner Frau geerbt hatte. Christoph Ferdinand war beim Tod des Vaters noch nicht volljährig und erhielt erst bei seiner Volljährigkeit die restlichen Güter des Vaters, nämlich die wormsische Hälfte von Ehrstädt und die Familienfideikommiss-Güter in Waibstadt und Unterbiegelhof.
Durch die Erbteilung war der Degenfeld-Neuhaussche Besitz in fünf Teile zersplittert, neben den Gütern von Christoph Ferdinand und seinem Bruder hatten auch die drei Söhne ihres Onkels Christoph Friedrich I. ihren Besitz untereinander geteilt. Finanznot und die kleinteiligen Verhältnisse führten zu zahlreichen Streitigkeiten um Lehensansprüche, Unterhalt, Baulasten, Patronatsrechte und vieles mehr, so dass selbst die Allianzen zwischen den Brüdern brüchig wurden. So war Christoph Ferdinand zwar mit seinem Vetter Johann Friedrich I. (1683–1760), dem Erben von Schloss Neuhaus, in eine langwierige Auseinandersetzung verstrickt, aber beide denunzierten Christoph Ferdinands Bruder Carl Gottfried mit demselben Ziel, nämlich diesen aus seinem Lehen in Wagenbach zu drängen. Carl Gottfried starb schließlich 1727 in Festungshaft, aber das Wagenbacher Lehen ging an keinen der Kontrahenten, sondern an die weiblichen Hinterbliebenen. 
Nachdem bis 1723 Johann Friedrichs Brüder und 1742 auch noch dessen Sohn gestorben war, wurde Christoph Ferdinand Agnat von Johann Friedrichs Besitztümern, nämlich der württembergischen Hälfte von Ehrstädt, von Schloss Neuhaus und vom Eulenhof. Der zwischen den Vettern schon lange währende Streit vertiefte sich dadurch noch weiter, da Johann Friedrich nicht erwartete, dass sich Christoph Ferdinand gut um seine Hinterbliebenen kümmern würde und noch zu Lebzeiten versuchte, so viel wie möglich Kapital aus den Lehen zu schlagen und seinen Vetter mit Rechnungen über Verbesserungen an den Gütern, die dieser erben würde, überzog. 
Nach dem Tod Johann Friedrichs 1760 trat Christoph Ferdinand dessen Erbe an und vereinte damit wieder den gesamten Besitz der Degenfeld-Neuhaus auf sich. Die lange vorausgegangenen Streitigkeiten innerhalb der Familie hatten jedoch noch Nachwirkungen. So gab es lange Streit um die Aushändigung der Lehensdokumente. Und auch die Hinterbliebenen von Johann Friedrich erhoben Klage wegen ihrer Unterhaltsansprüche. Außerdem gab es bald auch einen Streit mit dem 1760 noch von Johann Friedrich eingestellten Ortspfarrer von Ehrstädt, der bessere Besoldung sowie die dringend notwendige Reparatur von Pfarrhaus und Kirche, um deren Baulast die Familie lange gestritten hatte, einforderte. Die Gemeinde Ehrstädt erhob schließlich auch noch Klage wegen der hohen Frondienste und Abgaben, die Christoph Ferdinand als Ortsherr gepresst hätte, sowie wegen verschiedenen Vergünstigungen, die der vormalige Ortsherr Johann Friedrich gewährt, die Christoph Ferdinand aber verweigern würde. Und auch der Ritterkanton Kraichgau hatte Grund zur Klage, da Christoph Ferdinand und seine Söhne nicht ihrer Steuerpflicht aus den freiadeligen Gütern nachkamen und diese stattdessen auf die Untertanen abzuwälzen versuchten.
Es kam in kurzer Folge zu unzähligen Verhandlungen mit den württembergischen und wormsischen Lehensverwaltungen und mit dem Ritterkanton Kraichgau, in denen Christoph Ferdinand und seine Söhne nicht gerade durch diplomatisches Geschick auffielen. Vielmehr präsentierten sie sich selbstherrlich und sparten nicht mit Verachtung für den verstorbenen Johann Friedrich, der von Christophs Sohn Reinhard Philipp Friedrich mehrmals als „die alte Hundsfutt“ bezeichnet wurde. Christoph Ferdinand selbst gab zu Protokoll, „er scheiße auf seine Lehenshöfe“ wenn er sich an die von den Gremien vorgeschlagenen Auflagen zu halten habe. So kam es weder bei einer Verhandlung der Kraichgau-Ritterschaftsdirektion in Ehrstädt am 21. Mai 1765 noch bei einer Verhandlung des Ritterdirektoriums am 3. Dezember 1765 in Fürfeld zu einem Vergleich, selbst wenn dieser äußerst günstig für Christoph Ferdinand und seine Söhne gewesen wären.
Diese Streitigkeiten dauerten noch über Christoph Ferdinands Tod 1766 hinaus. Er hinterließ drei zu Jahren gekommene Söhne, die nicht nur seinen Besitz, sondern auch die Streitfälle erbten. Und sie setzten auch die selbstherrliche Ortsherrschaft ihres Vaters gegenüber ihren Untertanen fort. Der Ritterkanton Kraichgau war der Verhandlungen überdrüssig und übergab die Streitsachen gegen die Degenfeld-Brüder 1767 an das kaiserliche Hofgericht. Die Gemeinde Ehrstädt, die vor dem wormsischen und württembergischen Lehenshof, vor der Kraichgau-Direktion und nun auch vor dem Hofgericht gegen die Ortsherren klagte, verarmte dadurch völlig. Die Ortsherren ließen mehrfach die Wortführer der Gemeinde verhaften. 1768 kam es deswegen zu einem Aufstand der Ehrstädter Bürger. Doch auch der Aufstand nutzte nichts, da die Aufständischen schließlich nur mit Strafzahlungen belegt wurden, die 1769 wohl größtenteils in den Neubau von Schloss Ehrstädt flossen. Erst 1774 gelang ein Vergleich zwischen den Degenfeld-Brüdern und der Gemeinde Ehrstädt, der für längere Zeit das Verhältnis zwischen Ortsherrschaft und Untertanen regelte.

## Familie
Er heiratete am 13. Februar 1722 auf dem Eulenhof Clara Juliana von Gemmingen-Widdern (1699/1700–1766), die Tochter von Johann Reinhard von Gemmingen-Widdern (1648–1713). Der Ehe entstammten vier Söhne und sechs Töchter.
- Reinhard Philipp Friedrich (1722–1784) ⚭ Johanna Sophia Juliana Christiana von Gemmingen-Widdern (1725–1766), Charlotte Wilhelmine von Gemmingen-Widdern (1733–1790)
- Maria Sophia Juliana Christiana (11. IV. 1724–175X) ⚭ 9. V. 1748 Carl Leb(e)recht von Proeck (1724–Wien 1777), Herr auf Hillesheim, Rhein-Hessen
- Wilhelmina Friederica (1725– nach 1767) ⚭ Ludwig Friedrich von Stein
- Maria Philippina (1726–1800)
- Ferdinand Friedrich II. (1728–1736)
- Maria Auguste Luise (1729–1805)
- Friederike Helena (1732–1805)
- Maria Sophia Christiana (1736–1772) ⚭ Wolfgang Christoph von St. André (1713–1769)
- Christoph Eberhard Friedrich (1737–1792) ⚭ Sophia Luise Salome von Stain zum Rechtenstein (1740–1811)
- Christoph Ferdinand III. Friedrich (1739–1812) ⚭ Dorothea Regina Eleonore von Stain zum Rechtenstein (1744–1799)